# Wolf Erlbruch
Wolf Erlbruch (Wuppertal, 30 de junio de 1948-Ib., 11 de diciembre de 2022) fue un ilustrador y escritor de libros infantiles alemán.
Combinaba varias técnicas para el trabajo artístico de sus libros, incluyendo cortar y pegar, dibujar y pintar. Su estilo por momentos era surrealista y fue ampliamente copiado tanto dentro como fuera de Alemania. Algunos de sus libros de cuentos trataban temas tales como la muerte y el sentido de la vida. Ganó varios premios, como el Deutscher Jugendliteraturpreis en 1993 y 2003 y el Premio Hans Christian Andersen para la categoría de ilustración en 2006.

## Biografía
Erlbruch estudió diseño gráfico en la Escuela Folkwang en Essen y trabajó como ilustrador para revistas tales como Stern y Esquire. Su primera tarea como ilustrador de libros infantiles llegó en 1985, cuando el editor Peter Hammer, de Wuppertal, le solicitó que ilustrara Der Adler, der nicht fliegen wollte de James Aggrey. El hijo de Erlbruch, Leonard, acababa de nacer, y Erlbruch quería que su hijo pudiera decir: "Mira, mi papá hizo un libro para niños". Desde entonces, ha ilustrado y escrito muchos libros premiados, y se convirtió en profesor de ilustración en la Universidad de Wuppertal.

## Características de su obra
Erlbruch aborda muchos tópicos adultos en sus libros para niños, aunque no siempre se siente a gusto con ser caracterizado como un autor para niños. Algunos de sus libros tienen notas autobiográficas, tales como Leonard, un delicioso cuento excéntrico), a book partly inspired by his then-six year old son Leonard (now an illustrator himself), about a boy who overcomes his fear of dogs by becoming a dog himself. Muchos de los personajes de sus cuentos, tales como el Topito Birolo, Del Topito Birolo y de todo lo que pudo haberle caído en la cabeza (también conocido en castellano como El topo que quería saber quién se había hecho eso en su cabeza), tienen anteojos negros redondeados, al igual que Erlbruch. Es reconocido por la originalidad y la calidad surreal de su trabajo. Según Silke Schnettler, quien escribe en el periódico alemán Die Welt, el estilo Erlbruch, cuyos personajes principales son asimétricos y muchas veces desproporcionados pero sin embargo reconocibles, ha sido largamente imitado dentro y fuera de Alemania.
La muerte es un tópico recurrente en los libros de Erlbruch. Duck, Death and the Tulip (El pato, la Muerte y el Tulipán) (2008) está protagonizado por un pato que se hace amigo de la Muerte, y en Ein Himmel für den kleinen Bären ("Un cielo para el pequeño osito"), un osezno trata de encontrar a su recientemente fallecido abuelo en el cielo de los osos.
Erlbruch sugirió en 2003, cuando recibió la versión especial del Deutschen Jugendliteraturpreises por su obra entera y el Premio Gutenberg de la ciudad de Leipizg, que la moraleja de sus propios cuentos es que la gente debería considerarse a sí mismos desde la distancia y aceptar lo especial, incluso aquello que no es tan bello de sí mismos.
- Título: Dos que se quieren

Autor: Jürg Schubiger Ilustrador: Wolf Erlbruch Editorial: Barbara Fiore Editora
- Título: El paraíso

Autor: Bart Moeyaert  Ilustrador: Wolf Erlbruch Editorial: Barbara Fiore Editora
- Título: La creación

Autor: Bart Moeyaert  Ilustrador: Wolf Erlbruch Editorial: Barbara Fiore Editora
- Título: El águila que no quería volar

Autor: Aggrey, James;  Erlbruch, Wolf  Lógue
- Título: Buruko hura nork egin zion jakin hani zuen satorixoa

Autor: Holwarth, Werner Editorial:  Kalandraka Editora, S.L.
- Título: Buruko hura nork egin zion jakin nahi zuen satortxoa

Autor: Holzwarth, Werner Editorial:  Kalandraka Editora, S.L.
- Título: Buruko hura nork egin zion jakin nahi zuen satortxoa

Autor: Holzwarth, Werner Editorial:  Editorial Pamiela
- Título: Els cinc horribles

Autor: Erlbruch, Wolf  Editorial:  Editorial Juventud, S.A.
- Título: Los cinco horribles

Autor: Erlbruch, Wolf  Editorial:  Editorial Juventud, S.A.
- Título: Eduardo Porcachón

Autor: Saxby, John Editorial:  Ediciones SM
- Título: Eduardo Porcahón

Autor: Saxby, John Editorial:  Círculo de Lectores, S.A.
- Título: En Leonard

Autor: Erlbruch, Wolf  Editorial:  Takatuka
- Título: La gran pregunta

Autor: Erlbruch, Wolf  Editorial:  Editorial Kókinos
- Título: La gran qüestió

Autor: Erlbruch, Wolf  Editorial:  Editorial Kókinos
Título: La historia de la creación de las mariposas
Autor: Belli, Gioconda  Editorial:  Círculo de Lectores, S.A.
- Título: Leonardo

Autor: Erlbruch, Wolf  Editorial:  Takatuka
- Título: El libro del abecedario

Autor e ilustrador: Erlbruch, Wolf  Editorial:  Barbara Fiore Editora
- Título: Mi perro Míster

Autor: Winding, Thomas  Editorial: Ediciones SM
- Título: ¡No es un papagayo!

Autor: Schami, Rafik  Editorial: Ediciones SM
- Título: El nuevo libro del abecedario

Autor: Moritz, Karl Philipp Ilustrador Wolf Erlbruch Editorial:  Barbara Fiore Editora
- Título: El pato y la muerte]

Autor e ilustrador: Erlbruch, Wolf  Editorial: Barbara Fiore Editora
- Título: Por la noche

Autor: Erlbruch, Wolf  Editorial:  Ediciones SM
- Título: El rey y el mar : 21 historias cortas

Autor: Janisch, Heinz  Editorial:  Lóguez Ediciones
- Título: El taller de las mariposas

Autora: Belli, Gioconda  Ilustrador: Wolf Erlbruch Editorial:  Barbara Fiore Editora
- Título: El taller de las papallones

Autora: Belli, Gioconda  Ilustrador: Wolf Erlbruch Editorial:  Barbara Fiore Editora
- Título: La talpeta que volia saber qui li havia fe talló en el cap

Autor: Holzwarth, Werner Editorial:  Kalandraka Editora, S.L.
- Título: El topo que quería saber quién había hecho aquello en su cabeza

Autor: Holwarth, Werner;  Erlbruch, Wolf  Editorial: Ediciones Alfaguara
- Título: A toupiña que quería saber quén lle fixera aquilo na cabeza

Autor: Holzwarth, Werner Editorial:  Círculo de Lectores, S.A.
- Título: A toupiña que quería saber quen lle fixera aquilo na cabeza

Autor: Holzwarth, Werner Editorial:  Kalandraka Editora, S.L.
- Título: El viaje de Olek]

Autor: Moeyaert, Bart  Ilustrador: Wolf Erlbruch  Editorial: Barbara Fiore Editora

## Muerte
Erlbruch falleció en su natal Wuppertal el 11 de diciembre de 2022 a los 74 años de edad.